# Vale do Sambito
A região Vale do Rio Sambito é uma dos doze Territórios de Desenvolvimento do Piauí, regiões criadas pela Lei Complementar Nº 87/2007 e ratificadas pela Lei 6.967/2017 , em que se dividem o estado para fins de planejamento político/administrativo e implementação de projetos intermunicipais entre localidades dentro do mesmo polo, além de fornecer dois assentos para os Conselhos do Governo do Piauí..

## Municípios
Municipalidades listadas em ordem alfabética:
- Aroazes
- Barra d'Alcântara
- Elesbão Veloso
- Francinópolis
- Inhuma
- Ipiranga do Piauí
- Lagoa do Sítio
- Novo Oriente do Piauí
- Pimenteiras
- Prata do Piauí
- Santa Cruz dos Milagres
- São Félix do Piauí
- São Miguel da Baixa Grande
- Valença do Piauí
- Várzea Grande

Os municípios deste território se localizam em várias regiões geográficas intermediárias, utilizada para fins estatísticos do IBGE, incluindo todos os integrantes da Região Geográfica Imediata de Valença do Piauí e parte da Região Geográfica Imediata de Amarante-Água Branca-Regeneração e no passado faziam parte da Microrregião de Valença do Piauí, exceptuando Ipiranga do Piauí, que fazia parte da Microrregião de Picos. .